# Albert Bovin
Anders Albert Bovin, född 25 november 1887 i Skövde, död 28 februari 1969 i Sankt Görans församling i Stockholm, var svensk friidrottare (höjdhopp). Han tävlade för klubben Jönköpings AIF.
Albert Bovin var son till stationsinspektor Anders Bovin och hans hustru Engla, född Johansson. Han avlade studentexamen 1905 i Jönköping och blev samma år svensk mästare i höjdhopp. Bovin var byråsekreterare i SJ:s tjänst i Stockholm och avgick med pension 1952.
Albert Bovin är begravd på Ore kyrkogård.